# Доньо Донев
Доньо Донев (болг. Доньо Петров Донев; 27 червня 1929, Берковіца, Болгарія — 28 листопада 2007, Софія, Болгарія) — болгарський кінорежисер, сценарист, художник і педагог.

## Біографія
У 1954 році закінчив графічне відділення Художньої академії у Софія. Один із засновників і кращих майстрів болгарського анімаційного кіно. Автор понад 100 мультфільмів. Ряд його картин відзначений преміями Міжнародних кінофестивалів (Хіхон, Барселона, Лондон, Оберхаузен, Тампере, Бостон, Салоніки, Варна, Більбао, Краків та інших). У 1954—1956 роках працював карикатуристом газети «Вечірні новини». Викладав анімацію у ВІТІСі (професор).
У 1990-х роках Донев був головним редактором сатиричної газети, названої на честь його відомих анімаційних персонажів "Три дурники". Він також був редактором у "Фрас" (бах!) - журналі гумору та розваг. Як карикатурист він постійно брав участь у виставках у Болгарії та за кордоном.
Протягом багатьох років Донев був професором Національної академії театрального і кіномистецтва, де викладав режисуру анімації. Нагороджений високою урядовою нагородою - орденом Святих Кирила і Мефодія.

## Вибрана фільмографія

### Режисер
- 1962 — Цирк / Цирк
- 1967 — Стрілки / Стрелци
- 1970 — Три дурня / Тримата глупаци
- 1970 — Жоро, Шаро і Мара — пригоди в горах / Жоро, Шаро и Мара — Приключение в гората
- 1972 — Три дурня — мисливці / Тримата глупаци — ловци
- 1972 — Розумне село / Розумно село
- 1973 — Де-факто / Де факто
- 1974 — Три дурня і корова / Тримата глупаци и кравата
- 1976 — Музичне дерево / Музикалното д'рво
- 1977 — Три дурня і дерево / тримати глупаці і дърво
- 1977 — Згубна справа / Кауза пердута
- 1978 — Три дурня і дурепа / Тримата глупаци и глупачката
- 1979 — Три дурня — атлети / Тримата глупаци — атлети
- 1980 — Три дурня — педагоги / Тримата глупаци — педагози
- 1982 — Три дурня — рибалки / Тримата глупаци — рибари
- 1985 — Назвемо їх Монтеккі і Капулетті / Нарекохме ги Монтеки и Капулети
- 1989 — Три дурня в ресторані / Тримата глупаци в ресторанта
- 1989 — Вовча сюїта / Вълча сюита
- 1990 — Три дурня без зупинки / Тримата глупаци нон стоп

### Сценарист
- 1973 — Де-факто / Де факто
- 1976 — Музичне дерево / Музикалното дърво
- 1977 — Три дурня і дерево / Тримата глупаци и дървото
- 1977 — Згубне справа / Кауза пердута
- 1979 — Три дурня — атлети / Тримата глупаци — атлети
- 1980 — Три дурня — педагоги / Тримата глупаци — педагози
- 1985 — Назвемо їх Монтеккі і Капулетті / Нарекохме ги Монтеки и Капулети
- 1989 — Три дурня в ресторані / Тримата глупаци в ресторанта
- 1990 — Три дурня без зупинки / тримати глупаці нон стоп

### Художник
- 1958 — Мишок и молив
- 1962 — Цирк / Цирк
- 1967 — Стрілки / Стрелци
- 1970 — Три дурня / Тримата глупаци
- 1972 — Три дурня — мисливці / Тримата глупаци — ловци
- 1972 — / Тихият беглец (ігровий фільм)
- 1972 — Розумне село / Умно село
- 1973 — Три дурня і автомобіль / Тримата глупаци и автомобилът
- 1973 — Де-факто / Де факто
- 1974 — Три дурня і корова / Тримата глупаци и кравата
- 1976 — Музичне дерево / Музикалното дърво
- 1977 — Три дурня і дерево / Тримата глупаци и дървото
- 1977 — Згубне справа / Кауза пердута
- 1978 — / Миша симфония
- 1978 — Три дурня і дурепа / Тримата глупаци и глупачката
- 1979 — Три дурня — атлети / Тримата глупаци — атлети
- 1980 — / Мише састезание
- 1980 — Три дурня — педагоги / Тримата глупаци — педагози
- 1982 — Три дурня — рибалки / Тримата глупаци — рибари
- 1985 — Назвемо їх Монтеккі і Капулетті / Нарекохме ги Монтеки и Капулети
- 1989 — Три дурня в ресторані / Тримата глупаци в ресторанта
- 1989 — Вовча сюїта / Вълча сюита
- 1990 — Три дурня без зупинки / Тримата глупаци нон стоп

## Нагороди
- 1972 — Заслужений артист Болгарії
- Орден «Кирил и Методий» — ІІ ст.
- «Златна мелничка» — Международен фестивал на анимационния филм, Барселона, Испания
- Награда на СБХ за сценография за «Тримата глупаци», «Умно село» и «Де факто»
- Специална награда за Кауза пердута" — Международен фестивал на анимационното кино, Бостън
- Награда на СБФД за цялостно творчество
- «Златен Микелди» — Международен кино фестивал в Билбао, Испания
- «Сребърен дракон» — Международен фестивал на късометражното кино, Краков, Полша
- През 2000 г. — орден «Стара планина» първа степен.